# Essigny-le-Petit
 Essigny-le-Petit  là một xã ở tỉnh Aisne, vùng Hauts-de-France thuộc miền bắc nước Pháp.